# Ainsworth (Iowa)
Ainsworth es una ciudad situada en el condado de Washington, Estado de Iowa, Estados Unidos. Según el censo de 2010 tenía una población de 567 habitantes.

## Geografía
Según la Oficina del Censo de los Estados Unidos, la localidad tiene un área total de 0,97 km², la totalidad de los cuales 0,97 km² corresponden a tierra firme.

## Demografía
Según el censo de 2010, había 567 personas residiendo en la localidad. La densidad de población era de 584,54 hab./km². Había 218 viviendas con una densidad media de 224,74 viviendas/km². El 92,06% de los habitantes eran blancos, el 0,88% afroamericanos, el 4,94% de otras razas, y el 2,12% pertenecía a dos o más razas. El 20,63% de la población eran hispanos o latinos de cualquier raza.
Según el censo de 2000, de los 199 hogares, en el 34,2% había menores de 18 años, el 58,8% pertenecía a parejas casadas, el 8,0% tenía a una mujer como cabeza de familia, y el 30,7% no eran familias. El 28,1% de los hogares estaba compuesto por un único individuo, y el 14,1% pertenecía a alguien mayor de 65 años viviendo solo. El tamaño promedio de los hogares era de 2,63 personas, y el de las familias de 3,26.
La población estaba distribuida en un 30,0% de habitantes menores de 18 años, un 6,7% entre 18 y 24 años, un 31,7% de 25 a 44, un 19,7% de 45 a 64, y un 12,0% de 65 años o mayores. La media de edad era 34 años. Por cada 100 mujeres había 107,9 hombres. Por cada 100 mujeres de 18 años o más, había 102,8 hombres.
Los ingresos medios por hogar en la localidad eran de 41.071 dólares ($), y los ingresos medios por familia eran 50.208 $. Los hombres tenían unos ingresos medios de 30.928 $ frente a los 19,583 $ para las mujeres. La renta per cápita para la ciudad era de 15.627 $. El 10,0% de la población y el 7,2% de las familias estaban por debajo del umbral de pobreza. El 15,3% de los menores de 18 años y el 10,0% de los habitantes de 65 años o más vivían por debajo del umbral de pobreza.